# Clase Internacional Copa América
La Clase Internacional Copa América (IACC) (International America´s Cup Class en inglés) es un tipo de embarcación a vela diseñado para competir en la Copa América de vela. Se estableció para la edición de 1992. Hasta entonces, y desde 1958, se disputaba entre yates de la clase 12 metros, que habían sustituido a los de la Clase J.
Lo que se intentó con su creación, fue igualar las condiciones de los barcos para la competición, permitiendo a su vez, cierta libertad de diseño y desarrollo de modelos. 
La 32.ª edición de la Copa, vio nacer la 5ª revisión de esta regla de clase.

## La fórmula
Fórmula:

{\displaystyle {\frac {L+1.25\times {\sqrt {S}}-9.8\times {\sqrt[{3}]{DSP}}}{0.686}}\leq 24.000\,metres}

- DSP: desplazamiento en metros cúbicos;
- L: eslora en metros;
- S: superficie velica en metros cuadrados;

## Números de Vela de la clase
| N.º de vela | Equipo                                | Nombre del yate       | N.º de vela actual |
| ----------- | ------------------------------------- | --------------------- | ------------------ |
| GER 101     | United Internet Team Germany          | United I Team Germany |                    |
| SUI 100     | Alinghi                               | Alinghi               |                    |
| ITA 99      | Mascalzone Latino-Capitalia Team      | Mascalzone Latino     |                    |
| USA 98      | BMW Oracle Racing                     | BMW Oracle            |                    |
| ESP 97      | Desafío Español 2007                  | Desafío Español       |                    |
| SWE 96      | Victory Challenge                     | Järv                  |                    |
| CHN 95      | China Team                            | Longtze               |                    |
| ITA 94      | Luna Rossa Challenge                  | Luna Rossa            |                    |
| FRA 93      | Areva Challenge                       | Areva                 |                    |
| NZL 92      | Emirates Team New Zealand             | Team New Zealand      |                    |
| SUI 91      | Alinghi                               | Alinghi               |                    |
| ITA 90      | Mascalzone Latino-Capitalia Team      | Mascalzone Latino     |                    |
| GER 89      | United Internet Team Germany          | Germany I             |                    |
| ESP 88      | Desafío Español 2007                  | Desafío Español       |                    |
| USA 87      | BMW Oracle Racing                     | BMW Oracle            |                    |
| ITA 86      | Luna Rossa Challenge                  | Luna Rossa            |                    |
| ITA 85      | +39 Challenge                         | +39                   |                    |
| NZL 84      | Emirates Team New Zealand             | Team New Zealand      |                    |
| RSA 83      | Team Shosholoza                       | Shosholoza            |                    |
| NZL 82      | Team New Zealand                      | Team New Zealand      |                    |
| NZL 81      | Team New Zealand                      | Team New Zealand      |                    |
| ITA 80      | Prada Challenge                       | Luna Rossa            |                    |
| FRA 79      | Le Défi Areva                         | Le Défi Areva         | CHN 79             |
| GBR 78      | GBR Challenge                         | Wight Magic           |                    |
| USA 77      | Team Dennis Conner                    | Stars & Stripes       | ITA 77             |
| USA 76      | Oracle BMW Racing                     | Oracle BMW            |                    |
| SUI 75      | Alinghi                               | Alinghi               |                    |
| ITA 74      | Prada Challenge                       | Luna Rossa            |                    |
| SWE 73      | Victory Challenge                     | Örn                   |                    |
| ITA 72      | Mascalzone Latino                     | Mascalzone Latino     | GER 72             |
| USA 71      | Oracle BMW Racing                     | Oracle BMW            |                    |
| GBR 70      | GBR Challenge                         | Wight Lightning       |                    |
| FRA 69      | Le Défi Areva                         | Le Défi Areva         | CHN 69             |
| GER 68      | Illbrück Challenge                    |                       | NZL 68             |
| USA 67      | OneWorld Challenge                    | OneWorld              | ESP 67             |
| USA 66      | Team Dennis Conner                    | Stars & Stripes       | ITA 66             |
| USA 65      | OneWorld Challenge                    | OneWorld              | ESP 65             |
| SUI 64      | Alinghi                               | Alinghi               |                    |
| SWE 63      | Victory Challenge                     | Örn                   |                    |
| RUS 62      |                                       |                       |                    |
| USA 61      | AmericaOne                            | AmericaOne            |                    |
| NZL 60      | Team New Zealand                      | New Zealand           | FRA 60             |
| SUI 59      | Fast 2000                             | Be hAPpy              | ITA 59             |
| USA 58      | Young America                         | Young America         | ITA 58             |
| NZL 57      | Team New Zealand                      | New Zealand           | FRA 57             |
| ESP 56      | Spanish Challenge                     | Bravo España          |                    |
| USA 55      | Team Dennis Conner                    | Stars & Stripes       |                    |
| USA 54      | Aloha Racing                          | Abracadabra           |                    |
| USA 53      | Young America                         | Young America         | ITA 53             |
| JPN 52      | Nippon Challenge                      | Idaten                | GER 52             |
| USA 51      | America True                          | America True          | ESP 51             |
| USA 50      | Aloha Racing                          | Abracadabra           |                    |
| USA 49      | AmericaOne                            | AmericaOne            |                    |
| ITA 48      | Prada Challenge                       | Luna Rossa            | RSA 48             |
| ESP 47      | Spanish Challenge                     | Bravo España          | ITA 47             |
| FRA 46      | Le Défi Bouygues Telecom-Transiciel   | Sixième Sens          | CHN 46             |
| ITA 45      | Prada Challenge                       | Luna Rossa            |                    |
| JPN 44      | Nippon Challenge                      | Asura                 | GBR 44             |
| USA 43      | America³ Foundation                   | Mighty Mary           | ITA 43             |
| ESP 42      | Copa América '95 Desafío Español      | Rioja de España 92    |                    |
| JPN 41      | Nippon Challenge                      | Nippon                | NZL 41             |
| FRA 40      | Challenge France                      |                       | NZL 40             |
| NZL 39      | Tag Heuer Challenge                   | Tag Heuer             | GER 39             |
| NZL 38      | Team New Zealand                      | Black Magic           |                    |
| FRA 37      | France America '95                    | France 3              | GBR 37             |
| USA 36      | PACT 95                               | Young America         |                    |
| AUS 35      | OneAustralia                          | OneAustralia          |                    |
| USA 34      | Team Dennis Conner                    | Stars & Stripes       |                    |
| FRA 33      | France America '95                    | France 2              | GBR 33             |
| NZL 32      | Team New Zealand                      | Black Magic           |                    |
| AUS 31      | OneAustralia                          | OneAustralia          |                    |
| JPN 30      | Nippon Challenge                      | Nippon                |                    |
| AUS 29      | Australian Challenge                  | Sydney 95             |                    |
| USA 28      | America 3                             | Kanza                 | ITA 28             |
| FRA 27      | Le Défi Français                      | Ville de Paris        |                    |
| JPN 26      | Nippon Challenge for the Americ's Cup | Nippon                |                    |
| ITA 25      | Il Moro di Venezia                    | Il Moro di Venezia    |                    |
| RUS 24      | Age of Russia                         | Vek Rossi             | USA 24             |
| USA 23      | America³ Foundation                   | América³              |                    |
| ESP 22      | Desafío Español Copa América          | España 92             |                    |
| AUS 21      | Spirit of Australia                   | Spirit of Australia   |                    |
| NZL 20      | New Zealand Challenge                 | New Zealand           | USA 20             |
| SWE 19      | Swedish America's Cup Challenge       | Tre Kronor            |                    |
| USA 18      | America 3                             | Defiant               |                    |
| AUS 17      | Challenge Australia                   | Challenge Australia   |                    |
| ITA 16      | Il Moro di Venezia                    | Il Moro di Venezia    | USA 16             |
| ITA 15      | Il Moro di Venezia                    | Il Moro di Venezia    |                    |
| NZL 14      | New Zealand Challenge                 | New Zealand           |                    |
| NZL 12      | New Zealand Challenge                 | New Zealand           |                    |
| USA 11      | Stars & Stripes                       | Stars & Stripes       |                    |
| NZL 10      | New Zealand Challenge                 | New Zealand           | BAH 10             |
| USA 09      | America 3                             | Jayhawk               |                    |
| FRA 08      | Le Défi Français                      | Ville de Paris        |                    |
| ITA 07      | Il Moro di Venezia                    | Il Moro di Venezia    |                    |
| JPN 06      | Nippon Challenge for the Americ's Cup | Nippon                |                    |
| ESP 05      | Desafío Español Copa América          | España 92             | POL 05             |
| SLO 04      | Slovenian Challenge                   |                       |                    |
| JPN 03      | Nippon Challenge for the Americ's Cup | Nippon                |                    |
| FRA 02      | Le Défi Français                      | F1                    |                    |
| ITA 01      | Il Moro di Venezia                    | Il Moro di Venezia    |                    |